# Lucinda Fredericks
Lucinda Fredericks (nacida como Lucinda Murray, Zomba, Malaui, 28 de septiembre de 1965) es una jinete australiana que compitió en la modalidad de concurso completo. Está casada con el jinete Clayton Fredericks.
Participó en dos Juegos Olímpicos de Verano, obteniendo una medalla de plata en Pekín 2008, en la prueba por equipos (junto con Shane Rose, Sonja Johnson, Clayton Fredericks y Megan Jones), y el sexto lugar en Londres 2012, en la misma prueba.

## Palmarés internacional
| Juegos Olímpicos | Juegos Olímpicos  | Juegos Olímpicos | Juegos Olímpicos |
| Año              | Lugar             | Medalla          | Categoría        |
| ---------------- | ----------------- | ---------------- | ---------------- |
| 2008             | Hong Kong (China) | Medalla de plata | Por equipos      |